# أرجمون مشطي
أرجمون مشطي (الاسم العلمي:Argemone corymbosa) هو نوع من النباتات يتبع جنس الأرجمون من الفصيلة الخشخاشية.